# 市場介入
市場介入（しじょうかいにゅう、英: market intervention）とは、王室や行政府が民間の市場取引に介入すること。歴史的には専売制や均輸･平準などがあるが、現代ではおもに為替介入をさすことが多い。

## 外国為替市場介入
為替介入（外国為替市場介入）とは外国為替市場において中央銀行などが特定の政策目的をもって取引を行うことである。この場合、特定の政策目的とは自国通貨の為替レートを維持、切り下げ、切り上げることにより起きる経済上の効果を指す。
固定相場制の下では資本移動を規制しない限り、常に介入が必要となる。通常、自国通貨売りには制約が少ないが、自国通貨買いには基軸通貨（現在はドル）が必要なため無制限には行なえない。変動相場制の下でも、急速な為替レートの変動による国民経済の混乱を避ける目的で介入が行なわれる。自国通貨売り介入をした場合、裏返しで外貨買い介入になるため、外貨が蓄積される。これを外貨準備と呼ぶ。外貨準備は自国通貨買い介入の際の原資となる。
1980年代より投資ファンドの発達によりホットマネーが増大、為替市場において中央銀行が行う介入は相対的に影響力が下がっており、一部の国では介入を行っても目的が達成できずに終わるケースもある（ポンド危機、アジア通貨危機など）。失敗ケースはほとんどの場合自国通貨防衛（自国通貨の買い支え）である。これは、上記の自国通貨買いの制約による。

### 日本の為替介入
日本の場合、外国為替平衡操作と呼ばれ円を引き下げる場合は円売り介入、引き上げる場合は円買い介入と呼ぶ。基本的にドルに対する取引で行われるが、ユーロに対して行われる場合もある。貿易が経済において重要なウェイトを占める日本は、通貨高を阻止するための円売り介入を比較的頻繁に行っていた。